# Beitzel Peak
Beitzel Peak är en bergstopp i Antarktis. Den ligger i Västantarktis. Chile gör anspråk på området. Toppen på Beitzel Peak är 1 618 meter över havet, eller 23 meter över den omgivande terrängen. Bredden vid basen är 0,65 km.
Terrängen runt Beitzel Peak är kuperad åt nordost, men åt sydväst är den platt. Trakten är glest befolkad. Närmaste befolkade plats är Arturo Parodi Station, 18,8 kilometer öster om Beitzel Peak.